# Нормалізаційний відпал сталей
Нормалізаційний відпал або нормалізація — різновид відпалу II роду сталей — полягає у нагріванні сталевих виробів на 30…50 ºС вище від температури Ас3 (для доевтектоїдних сталей) і Асcm (для заевтектоїдних сталей), витримуванні при цій температурі та охолодженні на повітрі, що забезпечує перетворення аустеніту в перлітному інтервалі. Оскільки перетворення відбувається за більшого переохолодження, ніж при охолодженні з піччю, то за однакових інших умов утворюється дисперсніший перліт (сорбіт — дисперсна механічна суміш фериту й пластинчастого цементиту), зменшується кількість фериту в доевтектоїдних сталях і цементиту в заевтектоїдних, дещо зростає твердість і міцність сталі. Проти інших видів відпалу нормалізаційний відпал технологічніший та економічніший. Він не тільки усуває такі структурні дефекти, як грубозернистість, різнозернистість, рядковість, цементитну сітку в заевтектоїдних сталях, але, подрібнюючи структуру, забезпечує після наступного гартування утворення одноріднішого за складом і твердістю мартенситу.
Нормалізація застосовується не тільки як пом'якшувальний відпал, але й як завершальна термічна обробка, що заміняє гартування та високотемпературний відпуск сталей для динамічно малонавантажених деталей з вуглецевих і легованих сталей.